# 小樽野球協会
小樽野球協会（おたるやきゅうきょうかい）は、北海道小樽市に本拠地を置き、日本野球連盟に所属する社会人野球のクラブチームである。小樽市内では唯一の社会人野球チームであり、市民や道内からは樽協の愛称で親しまれている。

## 概要
チーム結成は1927年であり、北海道に現存する社会人野球チームの中では、函館太洋倶楽部・JR北海道クラブに次ぐ長い歴史を持つ。
1948年、都市対抗野球に初出場した。
長い間、多くの市民に支えられてきたことに対する社会還元や地域貢献として、2003年からは少年野球教室を開催している。

## 設立・沿革
- 1927年 - チーム設立
- 1948年 - 都市対抗野球に初出場（初戦敗退）。
- 1981年 - クラブ選手権に初出場。
- 2003年 - 地域への貢献として少年野球教室を開催

## 主要大会の出場歴・最高成績
- 都市対抗野球大会：出場2回
- 全日本クラブ野球選手権大会：出場4回

## 主な出身プロ野球選手
- 目時春雄（捕手） - 松竹ロビンズに入団[1]
- 河文雄（投手） - 1950年に大阪タイガースに入団[1]

## 元プロ野球選手の競技者登録
- 仲川翠（元：国鉄スワローズ） - 投手（1952年～1954年）→退団

## 主な在籍選手
- 亀山英輝